# 泰國王室
現存泰國王室爲拉瑪一世於1782年建立並延續至今的扎克里王朝，兩個多世紀以來，王位已經傳承十世。王室繼位順序和相關程序，依照1924年11月11日施行的王位繼承法和1974年10月7日通過的修正憲法爲準，王室後裔皆有權承接大位，但男性有一定優先繼承權。也因此，泰國是目前所有亞洲君主國家中，唯一允許女性繼承王位者。除了擔任國家元首，泰國國王同時也是皇家部隊最高總司令。在位期間，國王依據憲法，經國會、皇家政府、甚至法院行使權力。王室開銷方面，由國會每年撥款一億泰銖滿足各項開支。

## 概述

### 王室權力
依泰國1997年的憲法，泰國國王及其王室沒有什麼實際權力，國王本人主要是國家及其完整統一的代表。但自2006年泰國軍事政變後，泰國王室通过《泰国宪法》第七条，實際上又重新控制住泰國的軍政大權。

### 繼承權
時任暹羅國王拉瑪六世於1924年11月10簽署、次日施行的佛曆2467年王位繼承法 (皇家轉寫：Kot Monthian Ban Wa Duai Kan Suep Ratchasantatiwong Phra Phutthasakkarat Song Phan Si Roi Hok Sip Chet)規定，僅男性後裔有權繼承王位，女性後裔不得繼承大統。然而，1974年10月7日通過的修正憲法打破了這一局面，新憲法賦予國會修改王位繼承法的權力。國會因而修改法律，允許樞密院在缺少男性後裔繼承王位時，提名女性後裔爲王位繼承人。1979年12月5日，經樞密院提名、國會批准，詩琳通公主受封爲女王儲，有權繼承王位。雖然，彼時的泰國王室擁有男性繼承人。

### 作風
泰國王室長期以來一向低調，從來不對外公開私人話題，也從不接受媒體向王室進行報導。泰国时间每天晚上20:00，泰国各大电视台会播报王室新闻。

## 成員

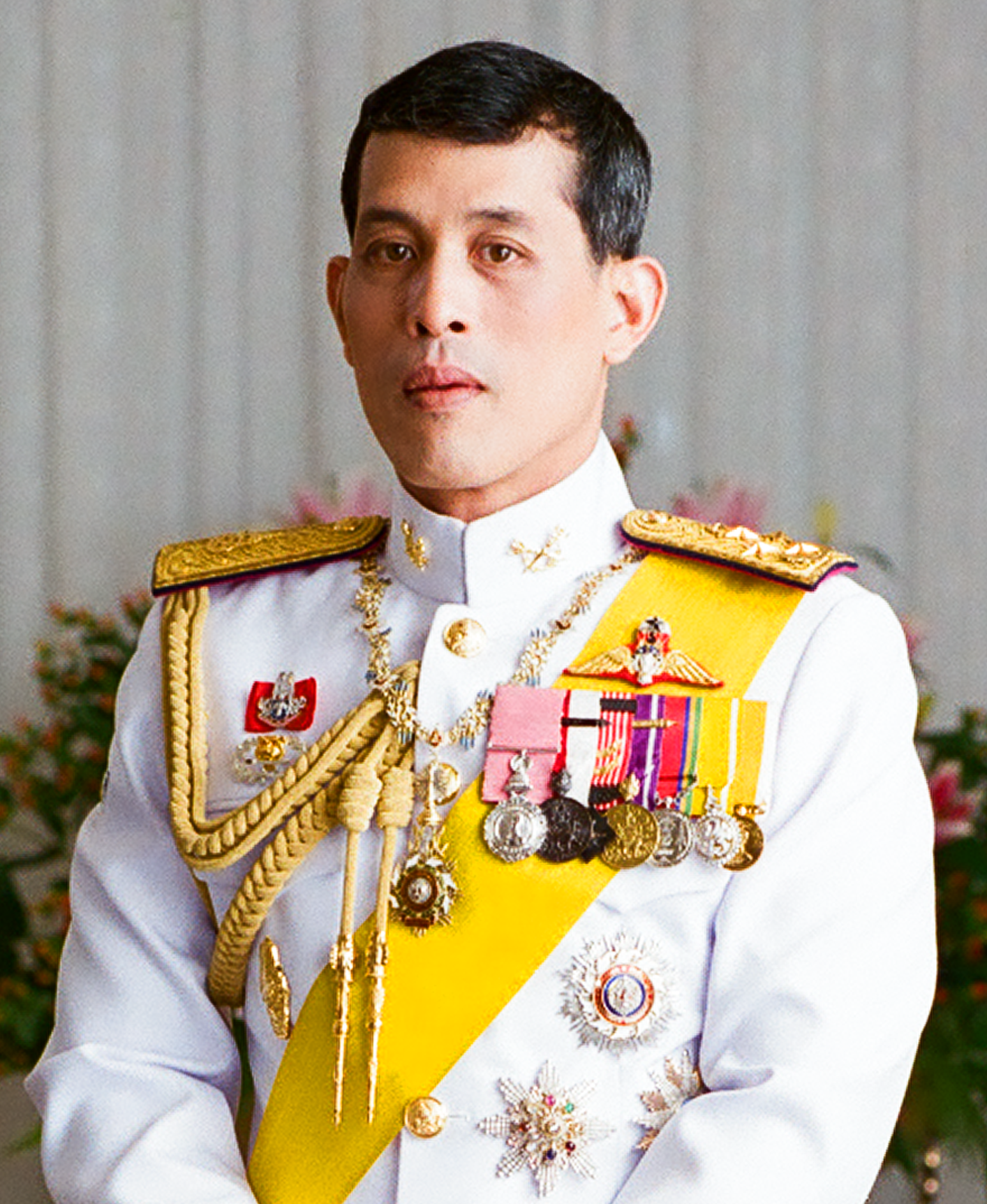
國王拉瑪十世陛下
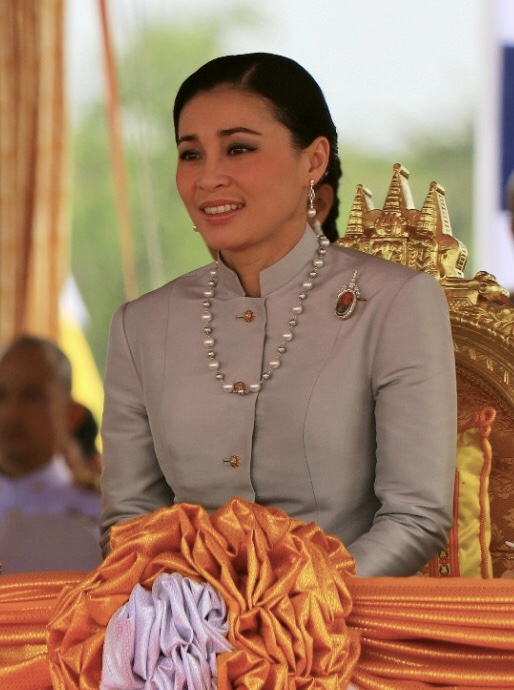
王后蘇提妲陛下
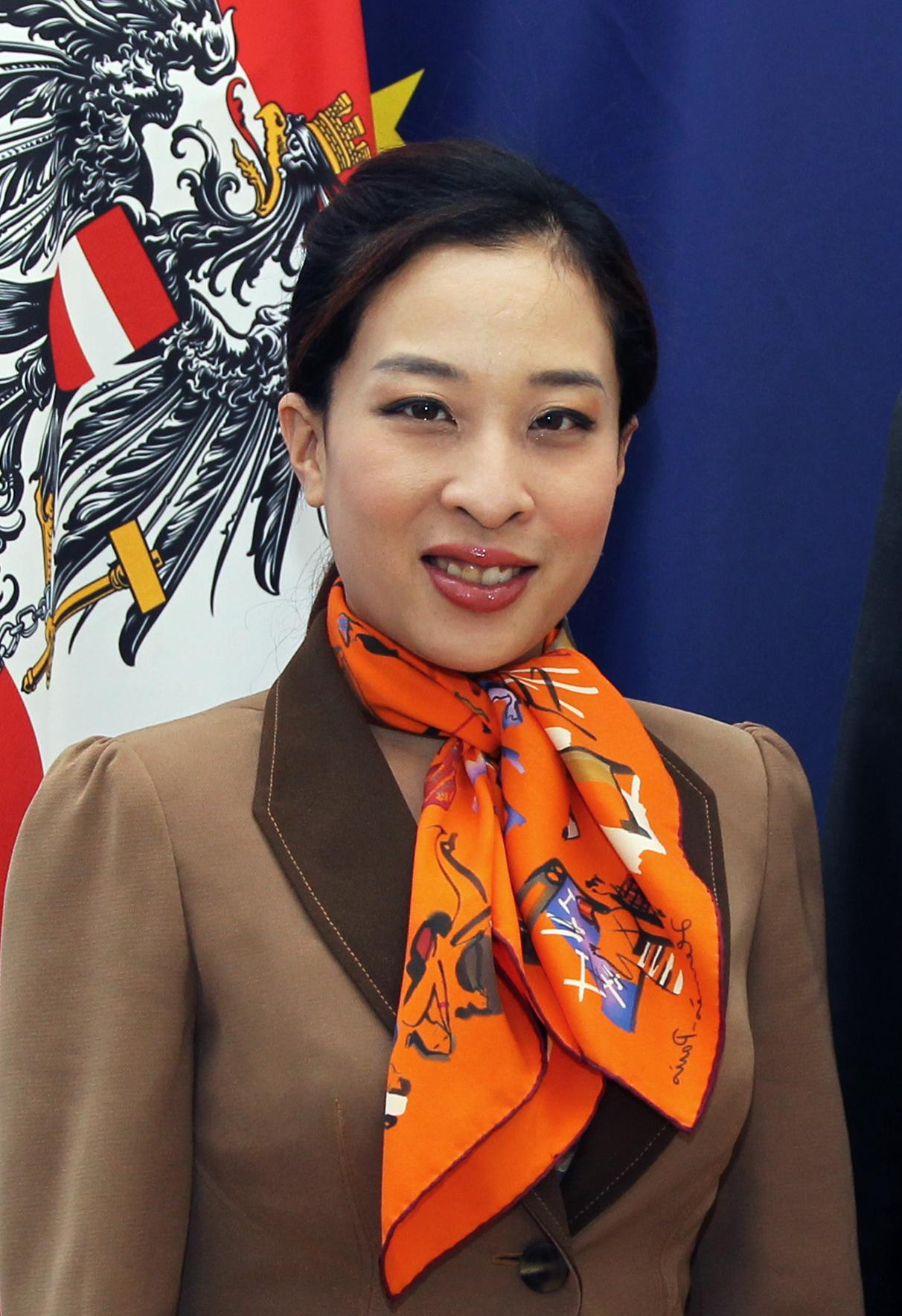
帕差拉吉帝雅帕长公主殿下
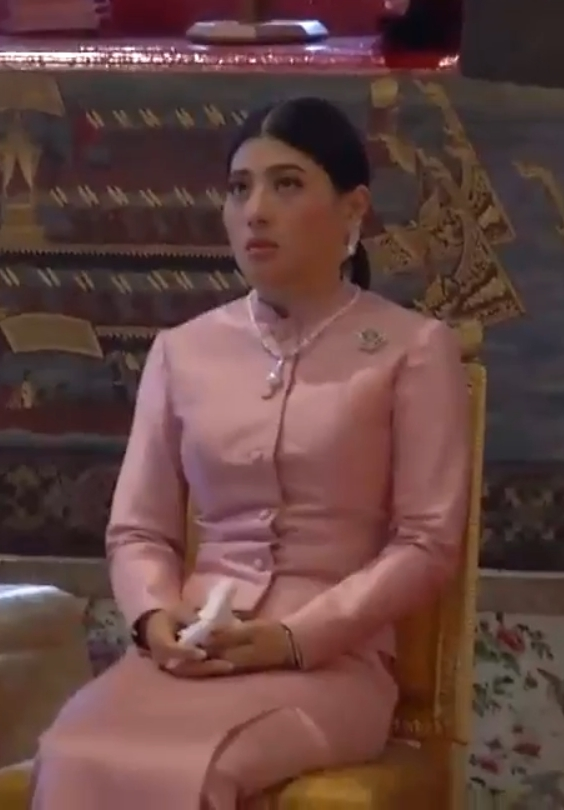
希里万纳瓦瑞公主殿下
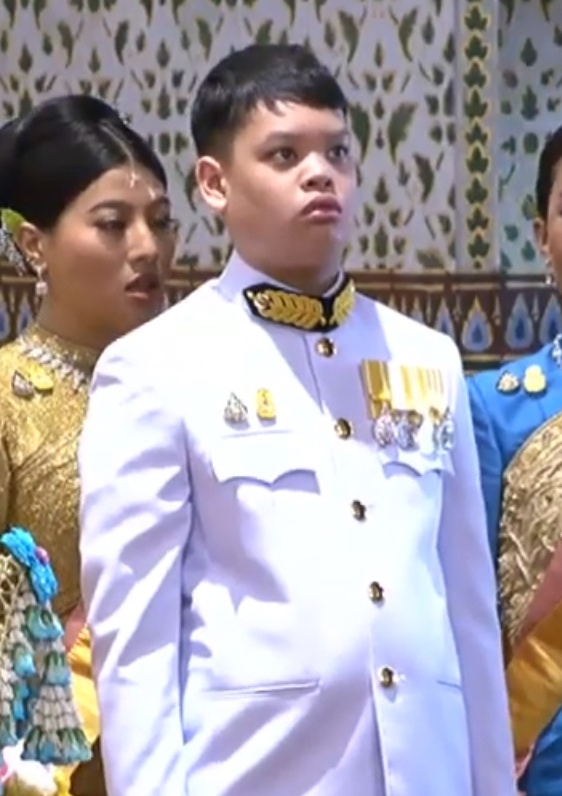
提帮功王子殿下